# Köhlbrandwerft
Die Köhlbrandwerft war eine von 1921 bis 1957 bestehende Werft am Korbmachersand in Hamburg-Altenwerder, gegründet von dem Schiffbauer Paul Theodor Berendsohn (1878–1959). Sie war insbesondere als Abwrackwerft bekannt. Das Unternehmen wurde 1938 durch die Stadt Hamburg „arisiert“.

## Geschichte
Der am 4. Mai 1878 in Hamburg geborene Schiffbauer Paul T. Berendsohn, der längere Zeit auf einer Werft in Burg in Dithmarschen gearbeitet hatte und danach ab 1919 an der Peterswerft in Wewelsfleth beteiligt war, pachtete 1921 von der Stadt Hamburg das Gelände am Korbmachersand im Norden von Altenwerder, am ehemaligen Mündungsbereich des Köhlfleet in den Köhlbrand, laut Vertrag auf 60 Jahre. Dort gründete er im selben Jahr eine Werft zum Bau von kleinen und mittleren Schiffen. Gebaut wurden Küstenschiffe und Leichter für die Afrika- und Südamerika-Fahrt, ebenso ein Raddampfer für China, der in Teilen an sein Ziel verschifft und dort zusammengebaut wurde. Insbesondere entwickelte sich das Unternehmen bis in die 1930er Jahre zu einer der bekanntesten Abwrackwerften Deutschlands. Segelschiffe, wie die Viermastbark Parma der Flying P-Liner, und andere Fahrzeuge von über 10.000 Tonnen Größe, wie die Graf Waldersee der HAPAG und das Linienschiff Kaiser Wilhelm II. der Kaiserlichen Marine, konnten längsseits der Werft liegen und mittels Schneidbrennern demontiert werden. Das Werftgelände umfasste 1938 über drei Hektar und drei Helgen, auf denen Schiffe bis zu 1000 Tonnen Größe entstanden. Es waren rund 120 Werftarbeiter beschäftigt.
Paul Theodor Berendsohn, der jüdischer Herkunft war, wurde 1938 mit der „Verordnung zur Ausschaltung der Juden aus dem deutschen Wirtschaftsleben“ und der „Verordnung über den Einsatz des jüdischen Vermögens“ enteignet. Zwar hatte seine Werft zu diesem Zeitpunkt einen Nennwert von 1,9 Millionen Reichsmark, doch schrieb man ihm nach Abzug der sogenannten „Judenvermögensabgaben“ und der Reichsfluchtsteuer lediglich 167.000 RM gut. Von diesem Betrag durfte er anschließend nur 10.000 RM in Devisen tauschen. Der 60-jährige Berendsohn und seine Familie verließen Hamburg im Juli 1938 mit einem Visum für Honduras und trafen per Schiff in Puerto Barrios (Guatemala) ein. Nachdem ihnen dort zunächst die Einreise verweigert worden war, gelang es der Familie per Flugzeug nach Tegucigalpa (Honduras) weiterzureisen. Im August 1940 erhielten sie die Erlaubnis, in die USA zu immigrieren und kamen per Frachtschiff in New York City an. Da keine Aussicht bestand, sich dort im Schiffbaubereich selbständig zu machen oder eine Anstellung zu finden, bewirtschaftete Paul Berendsohn kurzzeitig eine Farm im US-Bundesstaat New York und war danach in der Tischlerei eines deutschen Einwanderers sowie als Fabrikarbeiter tätig. Am 26. Februar 1946 erhielt er im Alter von 67 Jahren die US-Staatsbürgerschaft.
Die Stadt Hamburg nutzte das Werftgelände nach der Zwangsenteignung zunächst als Lager, 1943 übergab sie das Unternehmen den Bootsbauern Hans Hamann und Max Spiess, die zuvor Anlagen an der Alster am Mühlenkamp betrieben hatten, die jedoch durch Bomben zerstört worden waren. Unter dem Namen Hamburger Werft Hamann & Spiess firmierte der Betrieb bis nach dem Krieg, dann kam es zu einem Inhaber- und Kapitalwechsel. Als Hamburger Werft KG Usinger & Co stand sie bis 1951 im Eigentum von Max Spiess, dem Kapitän Heinrich Usinger und dem Ingenieur Alfred Seeberger. 1951 zeichnete Max Spiess dann als Alleininhaber.
Im Jahr 1949 kam Paul Berendsohn nach Hamburg zurück und beantragte die Rückgabe seines Eigentums sowie Schadensersatz nach dem Wiedergutmachungsgesetz. Weil sich die Rückgabe verzögerte, mietete er im Folgejahr ein Grundstück auf dem Gelände seines ehemaligen Betriebs und bot dort unter dem Namen Köhlbrandwerft erneut Abbrucharbeiten an. Im Verlauf eines mehrjährigen Rechtsstreits gegen die Stadt Hamburg erhielt Paul Berendsohn bis 1953 Teile seines ehemaligen Besitzes zurück, darunter im Februar 1952 auch das ehemalige Wohnhaus der Familie. Im Jahr 1955 wurde ihm eine Entschädigung zugesprochen. Er führte den Betrieb auf der Köhlbrandwerft bis 1957 fort und verkaufte die Anlagen dann an die Hamburger Abbruchfirma Eisen & Metall.
Paul Berendsohn starb am 13. März 1959 im Alter von 81 Jahren in Hamburg. Das Familiengrab, in dem später auch seine Ehefrau und zwei seiner Kinder beigesetzt wurden, befindet sich auf dem Nienstedtener Friedhof.
Das am Werftgelände gelegene Wohnhaus der Familie Berendsohn war im Jahr 2000 das letzte Haus, das bei der Räumung Altenwerders für die Umsetzung der Hafenerweiterungspläne abgerissen wurde. Heute ist das Gelände die Nordkehre des Containerterminal Altenwerder (CTA).